# 사업관리본부
사업관리본부(事業管理本部)는 방위력개선사업의 관리에 관한 사무를 관장하는 방위사업청의 소속기관이다. 군인을 제외한 정원은 488명이며, 본부장은 고위공무원단 가등급에 속하는 일반직공무원 또는 장성급 장교로 보하되 임기제공무원으로 보할 수 있다.

## 조직

### 본부장
계획운영부
- 계획총괄팀[4]
- 사업운영평가팀[4]
- 종합군수지원개발제1팀[4]
- 종합군수지원개발제2팀[4]

지휘정찰사업부
- 합동지휘통제감시사업팀[5]
- 지상지휘통제감시사업팀[4]
- 해상지휘통제감시사업팀[4]
- 공중지휘통제감시사업팀[4][6]
- 전자전사업팀[5]
- 전략무인기사업팀[5]
- 전술무인기사업팀[4]
- 전술통제통신사업팀[4]
- 위성사업팀[4]

기동화력사업부
- 장갑차사업팀[5]
- 기동장비사업팀[5]
- 과학화체계사업팀[5]
- 포병사업팀[4]
- 대화력사업팀[4]
- 전투차량사업팀[4]
- 전투장비사업팀[4]
- 전차사업팀[4]

함정사업부
- 전투함사업팀[5]
- 상륙함사업팀[4]
- 잠수함사업팀[4]
- 특수함사업팀[4]
- 전투체계사업팀[4]

항공기사업부
- 전투기사업팀[5]
- 지원기훈련기사업팀[5]
- 해상항공기사업팀[4]
- 헬기사업팀[4]
- 탑재장비사업팀[4]

유도무기사업부
- 지상유도무기사업팀[5]
- 방공유도무기사업팀[5]
- 항공유도무기사업팀[5]
- 해상유도무기사업팀[4]
- 탄약사업팀[4]
- 중고도유도무기사업팀[5]

한국형헬기사업단
- 한국형기동헬기사업팀[4][7]
- 소형무장헬기체계팀[4][7]

한국형전투기사업단
- 체계총괄팀[5]
- 국제협력팀[5]

차세대잠수함사업단
- 체계개발제1팀[5]
- 체계개발제2팀[4]

## 같이 보기
- 계약관리본부